# Eksperimentalfilm
 Eksperimentalfilm  er filmens avant-garde, hvor der eksperimenteres med nye ideer og former, det er her de afprøves for første gang.
En af de mest kendte er Luis Bunuels Den andalusiske hund, hvor han i samarbejde med maleren Salvador Dali overførte surrealismen til film.
Den europæiske filmbevægelse Cinéma pur arbejdede i 1920'erne som avantgardister inden for filmkunst eksperimenterende med bl.a. visuel komposition og teknisk udtryk. 

## Dansk eksperimentalfilm
Tidlig dansk eksperimentalfilm udspringer af tanker om filmens natur i 1940'erne til de tidlige 1960'ere og inkluderer værker af kunstnere som Albert Mertz, Jørgen Roos, Richard Winther, Robert Jacobsen og Wilhelm Freddie. Dansk eksperimentalfilm indeholder elementer fra bl.a. abstrakt film, surrealistisk film, russisk konstruktivisme, sovjetisk montage, tysk ekspressionisme, cinéma pur, absolut film og situationistisk film.  
Eksperimentalfilmen fra 1960'erne og 70'ernes dyrkede mere revolutionære tanker om filmkunst. De fleste film er centreret om filmkollektivet ABCinema, hvor en gruppe billedkunstnere, forfattere og filmkunstnere arbejdede sammen i slutningen af 1960'erne, heriblandt Per Kirkeby, Bjørn Nørgaard, Jørgen Leth og Ole John.
ABCinema var blandt andet inspireret af den franske nybølge med instruktører som fx Francois Truffaut og Jean-Luc Godard, men også den amerikanske popkunstner Andy Warhols eksperimenterende film. 
Kvindelige kunstnere som Ursula Reuter Christiansen, Lene Adler Petersen og Jytte Rex stod bag en vigtig feministisk dansk filmbevægelse i denne periode.
| Film | Spire Denne filmartikel er en spire som bør udbygges. Du er velkommen til at hjælpe Wikipedia ved at udvide den. |